# Jan Hanson
Jan Hanson (Stoccolma, 9 agosto 1968) è un pilota motociclistico svedese ritiratosi dall'attività agonistica, campione europeo della classe Supersport nel 1998.

## Carriera
Nel 1997 prende parte alla categoria Supersport del campionato europeo dove, in sella ad una Honda, ottiene sette punti. Nel 1998 è pilota titolare nel campionato continentale, vince la gara inaugurale a Le Mans portandosi al comando della classifica. Con sette piazzamenti a punti, ed un altro podio in Portogallo, conquista il titolo con un margine di nove punti sullo spagnolo David Tomás. Nella stessa stagione fa il suo esordio nel mendiale Supersport: partecipa infatti ai Gran Premi di Brans Hatch e Assen con una Honda del team Reab conquistando i primi punti mondiali.
Nel 2000 torna a gareggiare nel campionato europeo; in sella ad una Yamaha vince ad Assen e si classifica al settimo posto. Nel 2001 è pilota titolare nel mondiale delle seicento, ingaggiato dal team Saveko Dee Cee Jeans che gli mette a disposizione una YZF-R6 gommata Pirelli. Chiude la stagione al ventiseiesimo posto. Nel 2002 partecipa a due Gran Premi del mondiale, in qualità di pilota wild card, con una CBR600F del team Esha-Kobutex. Raccoglie nove punti, grazie al settimo posto a Oschersleben, classificandosi ventiquattresimo tra i piloti. Contestualmente al mondiale gareggia nuovamente nel campionato europeo dove si piazza venticinquesimo.
Con la stessa squadra e sempre per pochi eventi, partecipa al Campionato mondiale Supersport 2003, ottenendo due punti. Le sue ultime apparizioni nel mondiale risalgono al 2004, anno in cui peraltro migliora le sue prestazioni: con Kobutex Honda, chiude decimo a Monza e sesto ad Assen classificandosi diciannovesimo e mettendosi dietro alcuni piloti che disputarono l'intero campionato.

## Risultati nel mondiale Supersport
| 1998 | Moto  |  |  |  |  |  |  |  |    |  |    |  |  | Punti | Pos. |
| ---- | ----- |  |  |  |  |  |  |  | -- |  | -- |  |  | ----- | ---- |
| 1998 | Honda |  |  |  |  |  |  |  | 25 |  | 14 |  |  | 2     | 48º  |

| 2001 | Moto   |    |     |    |    |    |     |    |    |    |    |     |  | Punti | Pos. |
| ---- | ------ | -- | --- | -- | -- | -- | --- | -- | -- | -- | -- | --- |  | ----- | ---- |
| 2001 | Yamaha | 14 | Rit | 11 | NP | 25 | Rit | 19 | 21 | 16 | 19 | Rit |  | 7     | 26º  |

| 2002 | Moto  |  |  |  |  |  |  |  |  |  |   |    |  | Punti | Pos. |
| ---- | ----- |  |  |  |  |  |  |  |  |  | - | -- |  | ----- | ---- |
| 2002 | Honda |  |  |  |  |  |  |  |  |  | 7 | NP |  | 9     | 24º  |

| 2003 | Moto  |  |  |  |    |  |  |  |    |    |  |  |  | Punti | Pos. |
| ---- | ----- |  |  |  | -- |  |  |  | -- | -- |  |  |  | ----- | ---- |
| 2003 | Honda |  |  |  | NQ |  |  |  | 22 | 14 |  |  |  | 2     | 34º  |

| 2004 | Moto  |  |  |  |    |  |  |  |   |  |  |  |  | Punti | Pos. |
| ---- | ----- |  |  |  | -- |  |  |  | - |  |  |  |  | ----- | ---- |
| 2004 | Honda |  |  |  | 10 |  |  |  | 6 |  |  |  |  | 16    | 19º  |

| Legenda | 1º posto        | 2º posto            | 3º posto           | A punti      | Senza punti        | Grassetto – Pole position Corsivo – Giro più veloce |
| Legenda | Gara non valida | Non qual./Non part. | Ritirato/Non class | Squalificato | '-' Dato non disp. | Grassetto – Pole position Corsivo – Giro più veloce |